# Abdelmalek Bouguermouh
Abdelmalek Bouguermouh est un dramaturge et grand homme de théâtre algérien né le 8 février 1946 à Ifri-Ouzellaguen, dans la région de Béjaïa, et décédé le 11 novembre 1989 dans un accident de la route en allant d'El Kseur vers Béjaïa.

## biographie
Il a fait ses études secondaires à Sétif, puis le lycée Descartes et un cursus universitaire à Alger. En 1973, il part à Moscou pour des études approfondies dans les arts dramatiques.
En 1974, il met en scène sa première pièce, Kan ya makan, une pièce pour enfants qui obtient le 1er prix au Festival de théâtre pour enfants organisé à Sibenik (ex-Yougoslavie), par la suite il réalise d’autres pièces telles que El Mahgour et Tarik essaada.
En 1987, il dirige le Théâtre régional de Béjaïa (TRB), jusqu’en novembre 1989. Avec sa troupe, composée majoritairement d’amateurs, il réalisa des succès comme Hzam elghoula, El-Gjorba et Rjal ya hlalef, une adaptation de Rhinocéros d’Eugène Ionesco.
Soucieux d’atteindre un public toujours large, il choisit de faire toutes ses œuvres en arabe dialectal – langue théâtrale consacrée. Ce qu’il essaya de rattraper à la fin de sa vie, en projetant de faire jouer sa troupe en kabyle.
- 1986 : il est nommé directeur du Théâtre de Béjaïa.
- 1989 : il décède lors d'un tragique accident de voiture.
- 2010 : le théâtre de la ville pour lequel il s’était tant battu est renommé Abdelmalek Bouguermouh.
- 2012 : un buste en bronze de 40 cm à son effigie est installé dans le hall du théâtre de Béjaïa et est posé sur un socle en marbre d’une hauteur d’un mètre 40. Il est l’œuvre d’Olivier Graïne.